# یکترینا لیسینا
یکترینا لیسینا (انگلیسی: Yekaterina Lisina؛ زادهٔ ۱۵ اکتبر ۱۹۸۷) یک بازیکن بسکتبال اهل روسیه است.
وی در مسابقات کشوری و بین‌المللی در مجموع برندهٔ ۱ مدال طلا، ۲ مدال نقره، ۱ مدال برنز شده‌است.